# Carbone pyrolytique

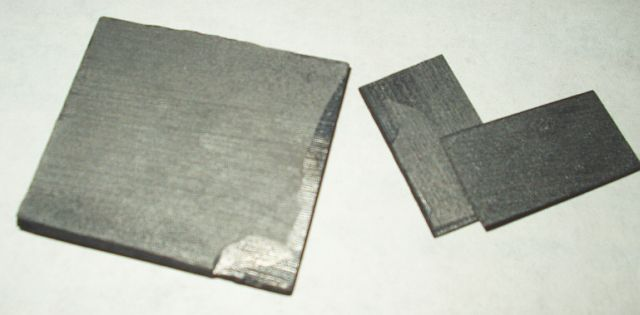
Feuilles de carbone pyrolytique

Le carbone pyrolytique (ou pyrocarbone) est un matériau synthétique (inexistant dans la nature) similaire au graphite, mais avec des liaisons covalentes entre ses couches de graphène en raison d'imperfections lors de sa production.
Il est généralement produit en chauffant un hydrocarbure presque à sa température de décomposition (thermolyse), et en permettant au graphite de cristalliser (pyrolyse). Une méthode est de chauffer des fibres synthétiques sous vide. Une autre méthode est de placer des germes dans le gaz très chaud afin de les recouvrir d'un dépôt de graphite.

## Propriétés physiques
Les échantillons de carbone pyrolytique n'ont habituellement qu'un seul plan de clivage, comme le mica, car le graphène cristallise couche par couche, contrairement au graphite qui forme des zones microscopiques orientées aléatoirement. Ceci confère au carbone pyrolytique au moins deux propriétés anisotropiques inhabituelles et remarquables :
1. sa conductivité thermique dans le plan de clivage est plus élevée que celle du graphite, ce qui en fait l'un des meilleurs conducteurs thermiques planaires existants ;
2. il est diamagnétique ({\displaystyle \chi _{m}}= -400 × 10−6) dans le plan de clivage, ce qui représente le plus fort diamagnétisme (par poids) à température ambiante.

Une découverte récente a montré que le carbone pyrolytique répond à la lumière d'un laser ou d'un éclairage naturel suffisamment puissant en tournant ou se déplaçant dans la direction du gradient de lumière. La susceptibilité magnétique change selon l'illumination, ce qui provoque une magnétisation déséquilibrée du matériau, et donc une force latérale.

## Lévitation magnétique

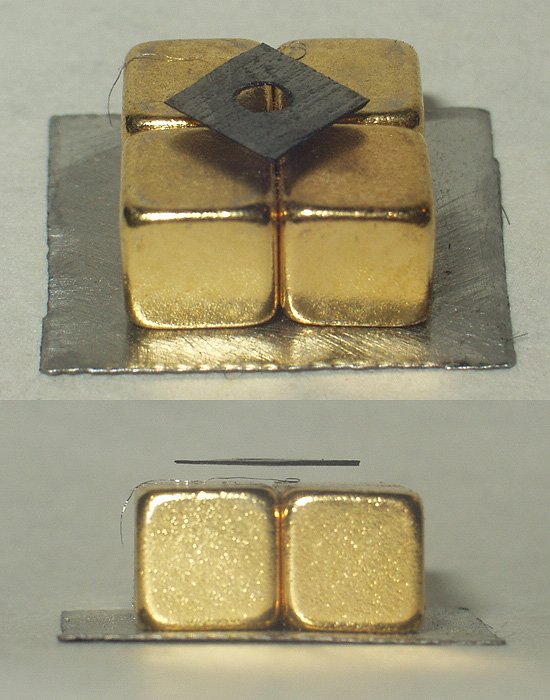
Carbone pyrolytique en lévitation sur des aimants permanents

Peu de matériaux effectuent une lévitation magnétique stable au-dessus d'un champ créé par des aimants permanents. Bien qu'une répulsion magnétique soit facilement obtenue entre deux aimants quelconques, la forme de leurs champs fait que l'une repousse l'autre sur le côté plutôt que de le maintenir au-dessus de façon stable. Des matériaux fortement diamagnétiques peuvent par contre être utilisés pour léviter au-dessus d'aimants puissants.
Avec la disponibilité croissante d'aimants aux terres rares depuis quelques années, le fort diamagnétisme du carbone pyrolytique en fait un matériau de démonstration idéal de cet effet.

## Applications
Il est utilisé pour les usages suivant :
- fabrication de nez de missiles et de tuyères de moteurs-fusées ;
- renforcement de métaux et plastiques (sous forme de fibres) ;
- revêtement de boulets des réacteurs à lit de boulets, comme modérateur ;
- enduit des cuvettes (tubes) de spectrométrie d'absorption atomique avec four graphite pour réduire les contraintes thermiques et augmenter ainsi la durée de vie de ces cuvettes ;
- conducteur de chaleur en électronique : matériaux d'interface thermique, diffuseurs de chaleur (planaires) et dissipateur thermique (ailettes) ;
- grilles de certains tubes à vide de haute puissance ;
- monochromateur dans les études de diffusion des neutrons et rayons X ;
- dans l'automobile lorsqu'un frottement entre deux pièces doit être contrôlé ;
- Le "Highly Ordered Pyrolytic Graphite" (HOPG) élément dispersif dans les spectromètres HOPG pour rayons X ;
- fabrication de composites graphite / pyrocarbone dits « BB5G » (obtenus par craquage thermique du gaz naturel à environ 1000 °C, à la pression normale)[3].
- prothèses : valves cardiaques (Medtronic-Hall), traitement de surface d'implants orthopédiques (ex : têtes de radius ou autre articulation de remplacement). Les caillots sanguins se formant difficilement sur le pyrocarbone ; il est parfois recommandé pour les prothèse devant être en contact avec le sang, pour réduire le risque de thrombose. Le pyrocarbone est approuvé par la US Food and Drug Administration pour une utilisation de prothèses destinées à remplacer l'articulation métacarpophalangien[4] et il a aussi été approuvé pour le remplacement de l'articulation interphalangienne dans le cadre de la dispense relative aux dispositifs humanitaires[5]. 
 Les stents des vaisseaux sanguins, en revanche, sont souvent recouverts d’un polymère qui contient de l’héparine à action médicamenteuse empêchant la coagulation, en raison pour partie de la fragilité du carbone pyrolytique et par ce que le stent doit se dilater lors de sa pose.